# Teulada (Itália)
Teulada é uma comuna italiana da região da Sardenha, província da Sardenha do Sul, com cerca de 3.920 habitantes. Estende-se por uma área de 245 km², tendo uma densidade populacional de 16 hab/km². Faz fronteira com Domus de Maria, Masainas, Piscinas, Pula, Sant'Anna Arresi, Santadi.

## Demografia
| Variação demográfica do município entre 1861 e 2011                               |
|                                                                                   |
| Fonte: Istituto Nazionale di Statistica (ISTAT) - Elaboração gráfica da Wikipedia |